# Пури, Амриш
Амри́ш Лал Пу́ри (хинди अमरीश पुरी, англ. Amrish Lal Puri; 22 июня 1932, Джаландхар, Британская Индия — 12 января 2005, Мумбаи, Индия) — индийский актёр театра и кино. Один из самых известных актёров индийского кино в амплуа злодеев. Снимался более 30 лет (дебютировал в 1970 году, а последний фильм с его участием вышел в 2006 году), фильмография артиста насчитывает в разных источниках от 275 до 400 фильмов. Снимался в Болливуде, Толливуде, Колливуде, в фильмах на языках каннада, маратхи, панджаби, малаялам, а также в Голливуде. Трёхкратный лауреат премии Filmfare Award за лучшую мужскую роль второго плана (1986, 1997, 1998).

## Биография

### Ранние годы
Амриш Пури родился в небольшом пенджабском городке недалеко от города Джаландхар в семье со средним достатком, в которой, кроме него, было ещё четверо детей.  Окончил гуманитарный  колледж в Шимле, в индийском штате Химачал-Прадеш, потом политико-экономический факультет университета и 20 лет проработал в Бомбее в Министерстве труда и в правительстве Индиры Ганди.
Ещё в школьные годы увлекался физикой, химией, а также игрой на флейте и фотографией и всегда мечтал играть в театре и кино.

### Карьера в театре
Сначала прошёл обучение в театральной труппе Абрахима Алкази, Председателя Национальной Школы Драмы, после чего режиссёр, драматург и сценарист Сатиядев Дюбей принял его в свой театр Притхви, в котором, а также в театре «Тхистар Юнит»,  Амриш Пури играл много лет, в том числе в пьесах С. Дюбея, в спектаклях «Вид с моста» по пьесе Артура Миллера, «Проделки Скапена» Мольера, и др.,  работал с такими выдающимися сценаристами и директорами, как Виджай Тендулкар и Бадал Саркар. Также Амриш Пури учился в Академии музыки, танца и драмы. В 1968 году получил свою первую театральную награду. В 60-е годы XX века Амриш Пури приобрёл известность в качестве театрального драматического актёра и был одной из ключевых фигур индийского театра, а также являлся постоянным членом компании «Театры Бомбея». Также благодаря своему характерному и легкоузнаваемому голосу много лет проработал на радио и в рекламе.

### Карьера в кино
По канонам индийской коммерческой киноиндустрии, в кино стал сниматься поздно, впервые снявшись в 38-летнем возрасте, когда многие актёры того времени уже заканчивали свои кинокарьеры. Дебютировав в кино в 1970 году, свою первую заметную роль сыграл в 1971 году в фильме «Решма и Шера».
В коммерческом индийском кинематографе в основном прославился ролями умных, хитрых и бесстрашных злодеев. Первый большой успех в кино пришёл к артисту с ролью заминдара Вир Пратап Сингха в фильме «Мы впятером» (1980) режиссёра Бапу. В 1986 году за роль в фильме «Невинная жертва» режиссёра Субхаша Гхаи получил свою первую премию Filmfare Award за лучшую мужскую роль второго плана, после чего неоднократно награждался этой и другими престижными национальными и зарубежными кинопремиями. Также большой популярностью пользовался фильм «Мистер Индия» (1987), а роль Могамбо на долгие годы стала своеобразной визитной карточкой артиста.
Также сыграл заметные отрицательные роли в ставших популярными индийских фильмах: «Шакти» (1982), «Всемогущий» (1982), «Герой» (1983), «Как три мушкетёра» (1984), «Океан» (1986), «Волшебный бриллиант» (1986), «Танцуй, танцуй» (1987), «Трое разгневанных мужчин» (1989), «Рам и Лакхан» (1989), «Кишан и Канхайя» (1990), «Каран и Арджун» (1995), «Любовь без слов» (1997), и др. В конце кинокарьеры играл роли положительных, но строгих и придерживающихся консервативных традиций отцов семейств, в таких популярных индийских кинофильмах, как «Непохищенная невеста» (1995), «Обманутые надежды» («На чужбине», 1997), «Зубейда» («Роковая любовь») (2001), «Беглецы» (2001) и др.
Снимался также и в «параллельном кино» (серьёзный реалистический кинематограф, артхаус). Наряду с такими знаменитыми индийскими драматическими актёрами, как Ом Пури, Насируддин Шах, Смита Патиль, Шабана Азми, Кулбхушан Харбанда, снимался во многих фильмах таких знаменитых индийских кинорежиссёров параллельного кино, как Шьям Бенегал, Говинд Нихалани, Гириш Карнад. У режиссёра Шьяма Бенегала Амриш Пури сыграл почти во всех фильмах, среди которых особенно заметными стали роли в фильмах «Конец ночи» (1975), «Пробуждение» (1976), «Трудная роль» (1977).
Его колоритный типаж «злодея» не остался без внимания и голливудских продюсеров: в 1984 году на экраны вышел фильм Стивена Спилберга «Индиана Джонс и храм судьбы», где Амриш Пури блестяще сыграл главную отрицательную роль — жреца богини Кали Мола Рама.

### Смерть
Скончался 12 января 2005 года. Причиной смерти стало кровоизлияние в мозг, возникшее после перенесённой операции.
За два года до смерти начал писать автобиографию, но закончить не успел. Книга была закончена и подготовлена к печати журналисткой Джоти Сабхарвал и сыном актёра Радживом на основе прижизненных материалов Амриша Пури и была опубликована уже после смерти актёра в 2006 году под названием (англ. The act of life).

### Семья
- Амриш был четвёртым ребёнком в семье, у него было два старших брата Чаман и Мадан, старшая сестра Чандраканта и младший брат Хариш.
- Старшие братья Амриша — Чаман и Мадан — тоже профессионально связаны с кинематографом, а Мадан Пури[англ.] тоже был популярным актёром кино.
- 5 января 1957 года Амриш Пури женился на Урмиле Дивекар (1957—2005). Его жена не была связана ни с театром, ни с кинематографом. Они были из разных каст, поэтому родители с обеих сторон долго были против их брака. У Амриша и Урмилы двое детей: сын Раджив (женат, по профессии моряк и бизнесмен), дочь Намрата (замужем, по профессии врач), а также четверо внуков: три мальчика и одна девочка (двое детей у Раджива и двое детей у Намраты).

## Фильмография

### Избранная фильмография
| Год  |   | Русское название                  | Оригинальное название                                          | Роль                                    |
| ---- | - | --------------------------------- | -------------------------------------------------------------- | --------------------------------------- |
| 1982 | ф | Шакти                             | Shakti (शक्ति)                                                   | Джей Кей Верма                          |
| 1984 | ф | Индиана Джонс и храм судьбы       | Indiana Jones and the Temple of Doom (इंडियाना जोन्स एंड द टेंपल ऑफ़ डूम) | Мола Рам                                |
| 1984 | ф | Как три мушкетёра                 | Jagir (जागीर)                                                    | Лакхан Сингх                            |
| 1986 | ф | Волшебный бриллиант               | Nagina (नगीना)                                                   | Бхайрон Натх                            |
| 1987 | ф | Танцуй, танцуй                    | Dance Dance (डांस डांस)                                            | господин Бахадур Сингх                  |
| 1987 | ф | Мистер Индия                      | Mr India (मिस्टर इण्डिया)                                           | Могамбо                                 |
| 1989 | ф | Чёрный принц Аджуба (СССР, Индия) | Ajooba (अज़ूबा)                                                   | Визирь                                  |
| 1990 | ф | Кишан и Канхайя                   | Kishen Kanhaiya (किशन कन्हैया)                                     | Лала Гендамал                           |
| 1991 | ф | По закону джунглей (СССР-Индия)   | Shikari (शिकारी)                                                  | Нахар Сингх, босс преступного синдиката |
| 1995 | ф | Каран и Арджун                    | Karan Arjun (करन अर्जुन)                                         | Тхакур Дхурджан Сингх                   |
| 1995 | ф | Непохищенная невеста              | Dilwale Dulhania Le Jayenge (दिलवाले दुल्हनिया ले जायेंगे)                 | Чоудхари Балдев Сингх                   |
| 2001 | ф | Зубейда (Роковая любовь)          | Zubeidaa (ज़ुबैदा)                                                 | Сулейман Сетх                           |

## Награды и номинации
(неполный перечень)

### Награды
Filmfare Award за лучшую мужскую роль второго плана
- 1986 — «Невинная жертва»
- 1997 — «Разочарование»
- 1997 — «Зов земли»

Другие
- 1968 — Maharashtra State Drama Competition
- 1979 — Sangeet Natak Akademi Award for Theatre
- 1991 — Maharashtra State Gaurav Puraskar
- 1994 — Sydney Film Festival, Best Actor Award (Suraj Ka Satvan Ghoda)
- 1994 — Singapore International Film Festival, Best Actor Award (Suraj Ka Satvan Ghoda)
- 1997 — Star Screen Award за лучшую мужскую роль второго плана («Разочарование»)
- 1998 — Star Screen Award за лучшую мужскую роль второго плана («Зов земли»)

### Номинации
- 1990 — Filmfare Award за лучшую мужскую роль второго плана («Трое разгневанных мужчин»)
- 1993 — Filmfare Award за лучшую мужскую роль второго плана (Muskurahat)
- 1994 — Filmfare Award за лучшую мужскую роль второго плана (Gardish)
- 1996 — Filmfare Award за лучшее исполнение отрицательной роли («Каран и Арджун»)
- 1996 — Filmfare Award за лучшую мужскую роль второго плана («Непохищенная невеста»)
- 1999 — Filmfare Award за лучшее исполнение отрицательной роли («Любовь без слов»)
- 2000 — Filmfare Award за лучшее исполнение отрицательной роли («Бадшах»)
- 2002 — Filmfare Award за лучшее исполнение отрицательной роли («Беглецы»)